# Frans Rothuizen

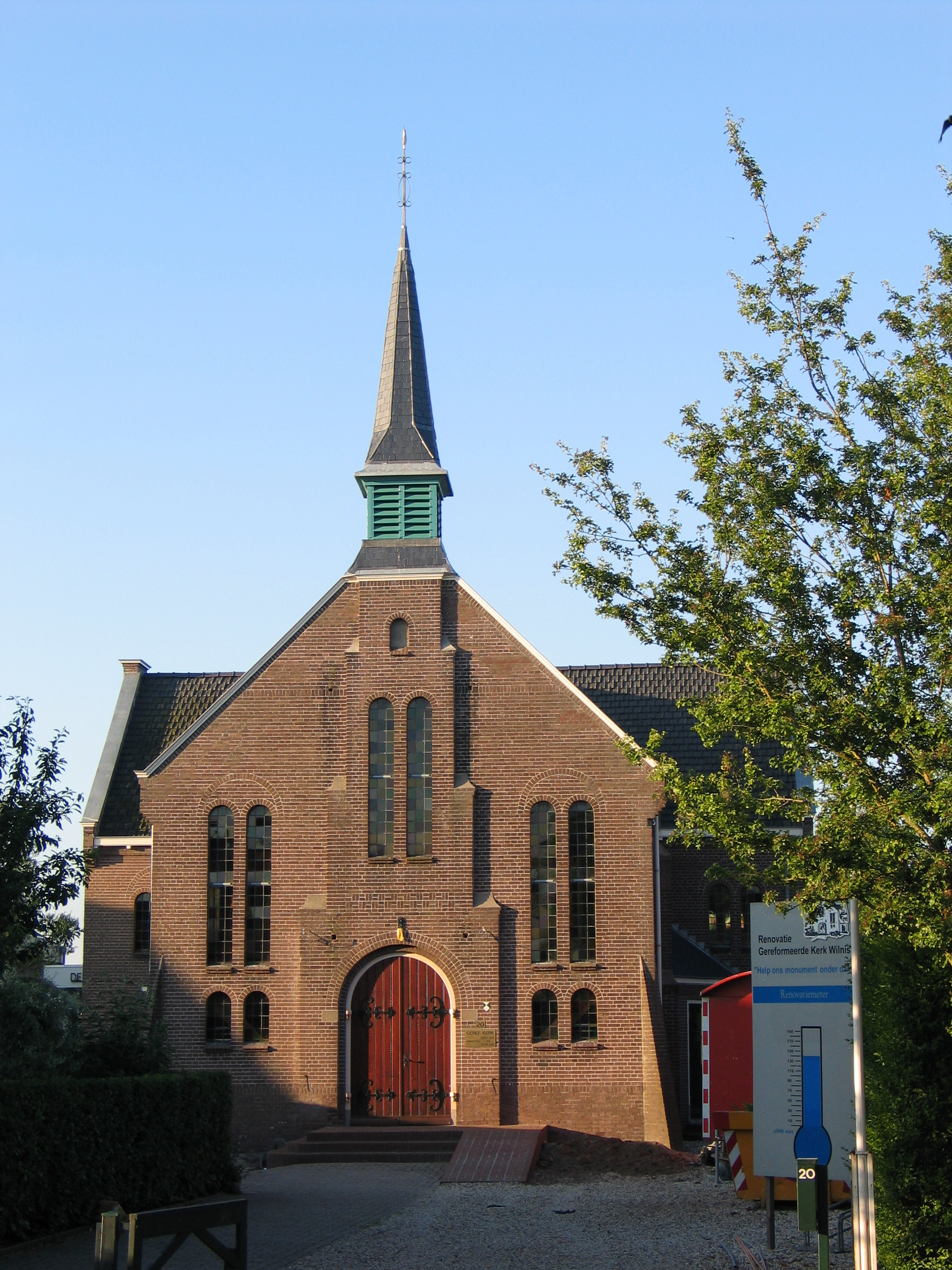
Ontmoetingskerk Wilnis (ontwerp Frans Rothuizen)

Frans Geraradus Cornelis Rothuizen (Doorwerth, 24 januari 1881 - Goes, 24 april 1954) was een Nederlands architect.
Frans Rothuizen vestigde zich in 1903 in Goes als zelfstandig architect en werd daar tevens benoemd tot gemeente-architect. Enige jaren later werd hij directeur van Gemeentewerken aldaar, een functie die hij tot 1946 zou vervullen.
Hij ontwierp vele openbare gebouwen in Goes en omgeving, vanaf 1929 samen met zijn zoon Arend Rothuizen. Ook ontwierp hij het kerkje De Ark (1923) op het terrein van psychiatrisch ziekenhuis Vrederust in Halsteren.
Als gemeente-architect had hij een grote invloed op de vooroorlogse ontwikkeling van Goes. In de eerste uitbreidingswijken buiten de vesten (Bouwplan I en II) ontwierp hij een afwisselend stratenpatroon met daarin veel huizen in de typerende 'jaren dertig stijl'.